# Виленский договор
Виленский договор — договор, заключённый между Ливонским орденом и Великим княжеством Литовским 31 августа 1559 года.

## Предыстория
В 1558 году началась Ливонская война. За май-октябрь 1558 года русские войска взяли 20 городов-крепостей, после чего ушли на зимние квартиры в свои пределы, оставив в городах небольшие гарнизоны. Этим воспользовался новый энергичный магистр Готхард Кетлер. Собрав 10-тысячную армию, он решил вернуть утраченное. Однако небольшой успех Кетлера обернулся для ливонцев большой бедой. В ответ на действия Ливонской конфедерации, через два месяца после падения крепости Ринген русскими войсками был проведён зимний рейд. В битве при Тирзене ливонское войско было полностью разгромлено, и русские войска, захватив 11 городов и дойдя до Риги, в феврале вернулись домой с огромной добычей и большим числом пленных. После зимнего рейда 1559 года Иван IV предоставил Ливонской конфедерации перемирие с марта по ноябрь, не закрепив при этом свой успех.

## Подписание договора
Во время перемирия (31 августа) Готард Кетлер заключил в Вильне с литовским великим князем Сигизмундом II соглашение, по которому земли ордена и владения рижского архиепископа переходили под «клиентеллу и протекцию», то есть под протекторат Великого княжества Литовского. 15 сентября подобный договор был заключён с архиепископом рижским Вильгельмом.
За защиту Орден передавал Великому княжеству Литовскому под залог юго-восточную часть Ливонии с городами Розитен, Лютцен, Динабург, Зельбург и Бавске, архиепископ Вильгельм — города Мариенхаузен, Ленневарден, дворы Лобань и Бирзен. По окончании войны Сигизмунд Август обязался возвратить эти земли за 600 тысяч гульденов Ордену и за 100 тысяч архиепископу. Верховная власть над этими территориями, составляющими примерно шестую часть всей Ливонии, оставалась у германского императора.

## Итоги и последствия
Договор не предотвратил оккупации ливонских земель русскими войсками, однако послужил основанием для вступления Великого княжества Литовского в войну.

## Публикации
Codex diplomaticus regni Poloniae et magni ducatus Lithuaniae / M. Dogiel. — Vilna, 1765. — T. V.